# Rozhledna Doubí
Rozhledna Doubí u Vážan se nalézá přibližně 10 km jihozápadně od Uherského Hradiště u obce Vážany. Do provozu byla uvedena v červenci 2024, poté, co původní celodřevěná rozhledna nacházející se na témže místě z technických důvodů nevyhovovala. Rozhledna je dostupná po asfaltové cestě cyklistům i osobním automobilem. Vede zde Bzenecká vinařská stezka. Vstup na rozhlednu je možný celoročně a zdarma.
Ochoz se nachází 5 metrů nad zemí a na návštěvníky čeká při výstupu 34 schodů. Celková výška je 8 m. Při dobré viditelnosti lze obdivovat Chřiby, Hostýnské vrchy a nelze přehlédnout ani blízký hrad Buchlov. Mezi lety 2006 až 2023 stávala na tomto místě celodřevěná rozhledna, která však konstrukčně nevyhovovala a byla nahrazena stávající celokovovou stavbou.

## Fotogalerie

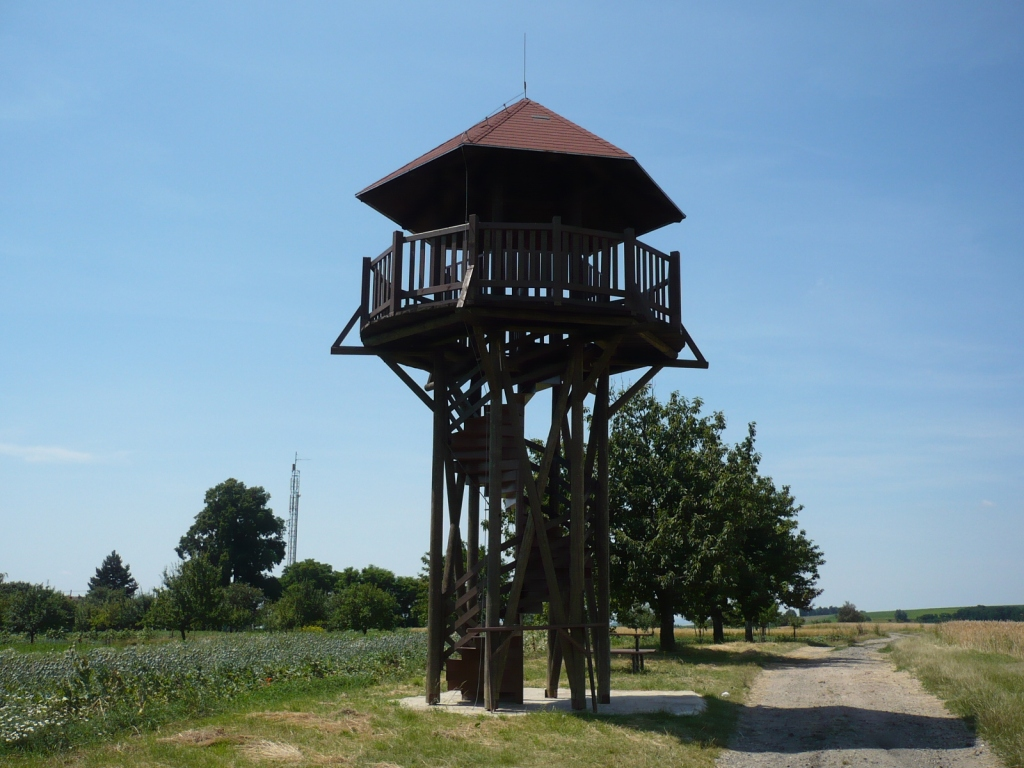
původní rozhledna z roku 2006, pohled z příjezdové cesty
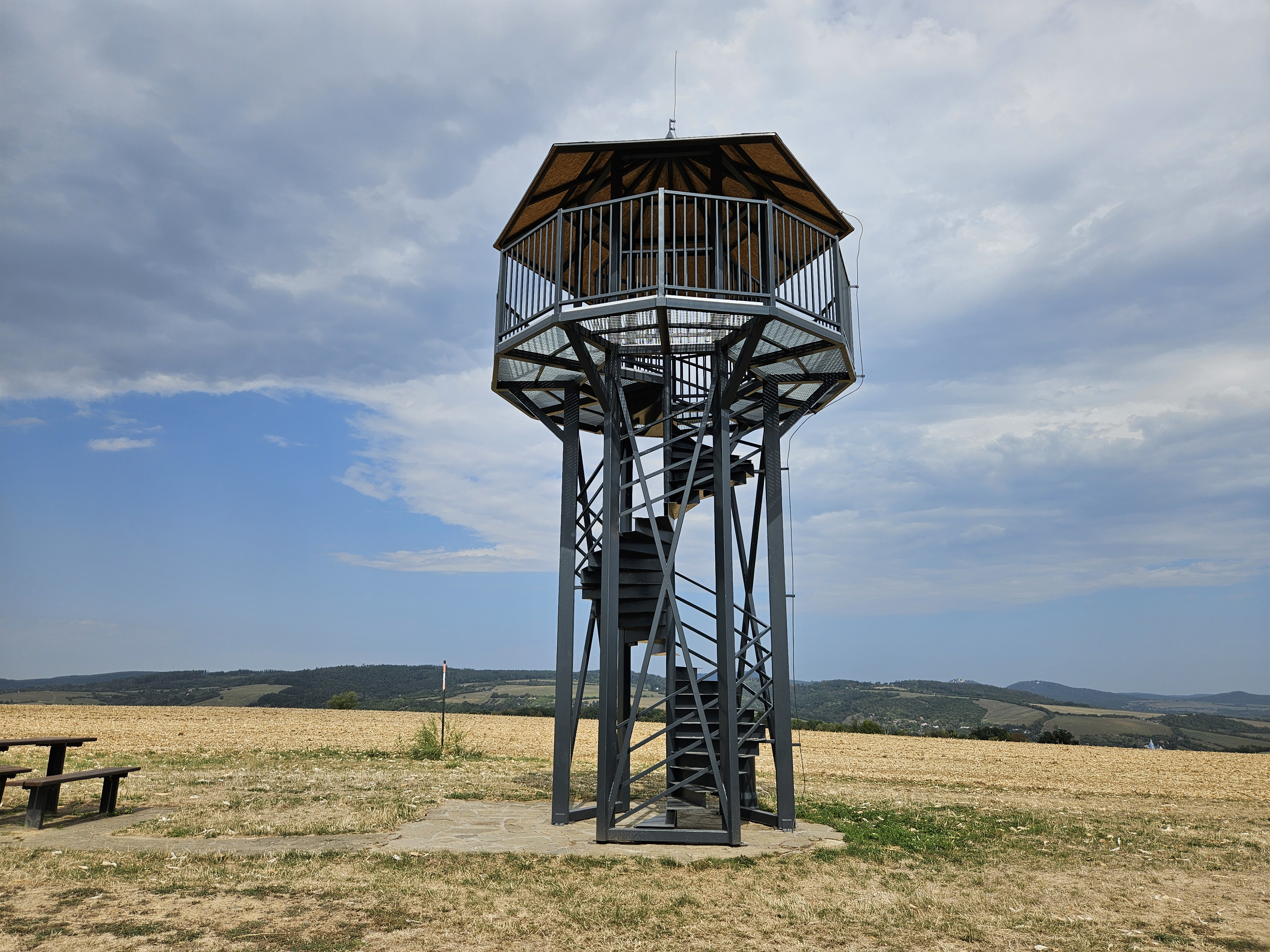
Nová rozhledna z července 2024
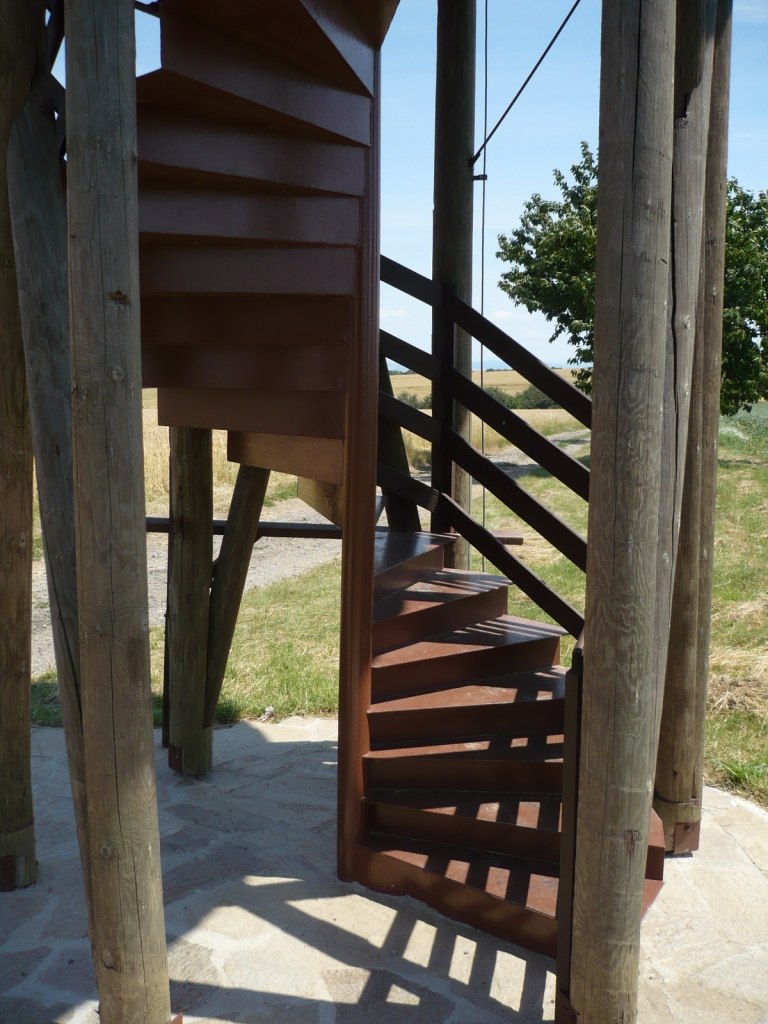
Pohled na schody
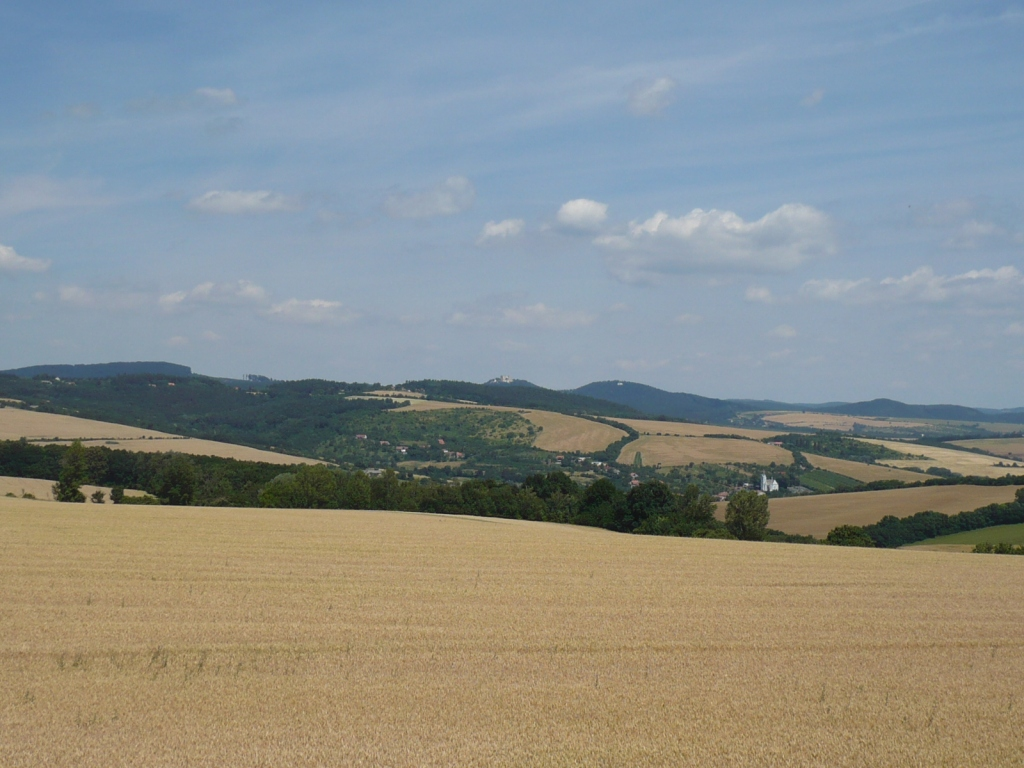
Výhled na Buchlov
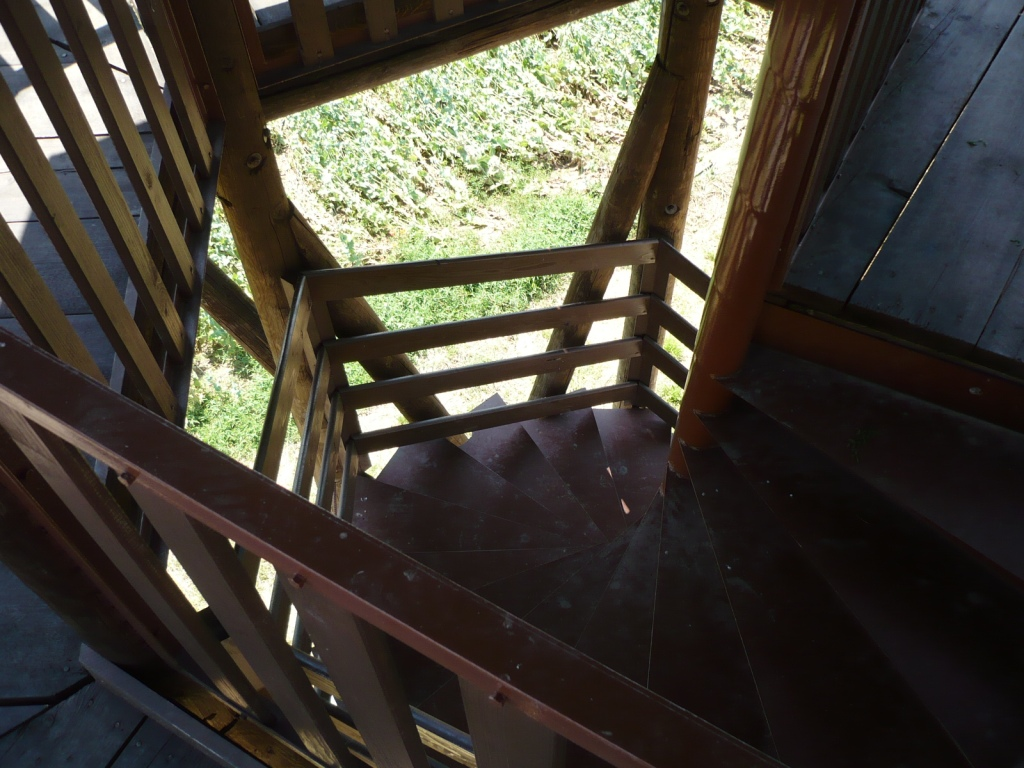
Schody dolů